# Carlos Baute

Carlos Baute (2019)

Carlos Roberto Baute Jiménez (* 8. März 1974 in Caracas) ist ein venezolanischer Sänger.

## Biografie
Carlos Baute ist der Sohn der Venezolanerin Clara Jiménez und des Spaniers Alfonso Baute. Er begann schon mit dreizehn Jahren in den Medien aufzutreten. Damals war er Mitglied der Band Los Chamos. Er arbeitete ebenfalls als Model in Venezuela und Spanien.
Größere Popularität erlangte Baute jedoch mit seinen Rollen in mehreren TV-Serien sowohl im venezolanischen als auch im spanischen Fernsehen.
Am 1. April 2008 veröffentlichte Baute sein Album De mi puño y letra. Im Januar 2009 veröffentlichte Baute mit der spanischen Sängerin Marta Sánchez das Duett Colgando en tus manos, das ein Nummer-eins-Hit in Spanien wurde und ab Anfang Januar 2009 auf den höchsten Plätzen der spanischen Charts rangierte. Es ist die bisher zweiterfolgreichste Single in Spanien. Damit schaffte es Baute zum vierten Mal in seiner Karriere, auf dem Halbinselstaat den obersten Platz der Charts zu belegen. Auch schaffte es Baute durch dieses Lied erstmals in seiner Karriere, auch außerhalb des spanischsprachigen Raums Erfolg zu finden.
Ab Juli 2009 gab Baute Konzerte in Spanien, um dort sein neues Album De mi puño y letra vorzustellen. Er startete dabei auf den Kanaren und sang am 31. Juli auf Teneriffa. Die Tournee durch Spanien dauerte bis Anfang Oktober. Er steuerte den offiziellen Song zur Handball-Weltmeisterschaft der Frauen 2021 bei.

## Diskografie

### Alben
- 1994: Orígenes
- 1999: Yo nací para querer (ES: ×3Dreifachplatin )
- 2001: Dame de eso (ES: Platin)
- 2004: Peligroso

| Jahr | Titel                     | Höchstplatzierung, Gesamtwochen, AuszeichnungChartsChartplatzierungen (Jahr, Titel, Platzierungen, Wochen, Auszeichnungen, Anmerkungen) | Anmerkungen                             |
| Jahr | Titel                     | ES | Anmerkungen                             |
| ---- | ------------------------- | --- | --------------------------------------- |
| 2005 | Baute                     | ES11 Platin · (48 Wo.)ES | Erstveröffentlichung: 7. Juni 2005      |
| 2006 | Grandes éxitos            | ES16 Gold · (18 Wo.)ES | Erstveröffentlichung: 5. September 2006 |
| 2008 | De mi puño y letra        | ES2 Platin · (97 Wo.)ES | Erstveröffentlichung: 1. April 2008     |
| 2009 | Directo en tus manos      | ES6 (13 Wo.)ES | Erstveröffentlichung: 8. September 2009 |
| 2010 | Amartebien                | ES3 (41 Wo.)ES | Erstveröffentlichung: 20. Oktober 2016  |
| 2013 | En el buzón de tu corazón | ES8 (15 Wo.)ES | Erstveröffentlichung: 1. Oktober 2013   |
| 2019 | De amor y dolor           | ES8 (5 Wo.)ES | Erstveröffentlichung: 8. Februar 2019   |

### Singles
| Jahr | Titel Album                              | Höchstplatzierung, Gesamtwochen, AuszeichnungChartsChartplatzierungen (Jahr, Titel, Album, Platzierungen, Wochen, Auszeichnungen, Anmerkungen) | Anmerkungen                                                |
| Jahr | Titel Album                              | ES | Anmerkungen                                                |
| ---- | ---------------------------------------- | --- | ---------------------------------------------------------- |
| 2000 | Mueve, mueve Dame de eso                 | ES9 (7 Wo.)ES |                                                            |
| 2001 | Mi medicina Dame de eso                  | ES18 (1 Wo.)ES |                                                            |
| 2004 | Lo que tu quieres yo quiero –            | ES19 (1 Wo.)ES |                                                            |
| 2009 | Colgando en tus manos De Mi Puño y Letra | ES1 ×10Zehnfachplatin · (67 Wo.)ES | feat. Marta Sánchez                                        |
| 2009 | Nada se compara a ti De Mi Puño y Letra  | ES17 (24 Wo.)ES | Erstveröffentlichung: 14. Juli 2009 feat. Franco de Vita   |
| 2010 | Quien te quiere como yo Amarte Bien      | ES2 Platin · (45 Wo.)ES | Erstveröffentlichung: 11. Oktober 2010                     |
| 2011 | Amarte bien Amarte Bien                  | ES18 (22 Wo.)ES | Erstveröffentlichung: 12. Juli 2011                        |
| 2015 | Perdimos el control De amor y dolor      | ES50 Gold · (30 Wo.)ES | Erstveröffentlichung: 9. Oktober 2015                      |
| 2016 | Amor & dolor De amor y dolor             | ES14 ×2Doppelplatin · (37 Wo.)ES | Erstveröffentlichung: 17. Juni 2016 feat. Alexis & Fido    |
| 2016 | Ando buscando De amor y dolor            | ES17 ×2Doppelplatin · (36 Wo.)ES | Erstveröffentlichung: 16. Dezember 2016 feat. Piso 21      |
| 2017 | Vamo’ a la calle De amor y dolor         | ES87 Gold · (14 Wo.)ES | Erstveröffentlichung: 16. Juni 2017                        |
| 2018 | Te sigo pensando De amor y dolor         | ES95 Gold · (1 Wo.)ES | Erstveröffentlichung: 9. November 2018 feat. Marta Sánchez |

Weitere Singles
- 2008: Tú no sabes que tanto (ES: Platin)
- 2021: El chisme (mit Chenoa, ES: Gold)

### Gastbeiträge
| Jahr | Titel Album                                       | Höchstplatzierung, Gesamtwochen, AuszeichnungChartsChartplatzierungen (Jahr, Titel, Album, Platzierungen, Wochen, Auszeichnungen, Anmerkungen) | Anmerkungen                                                                   |
| Jahr | Titel Album                                       | ES | Anmerkungen                                                                   |
| ---- | ------------------------------------------------- | --- | ----------------------------------------------------------------------------- |
| 2012 | Cuestion de prioridades por el cuerno de Africa – | ES36 (3 Wo.)ES | Melendi feat. Dani Martin, Pablo Alboran, La Dama, Rasel, Malu & Carlos Baute |
| 2012 | Me pones tierno Magnético                         | ES6 Gold · (26 Wo.)ES | Erstveröffentlichung: 21. Juli 2012 Rasel feat. Baute Baute                   |
| 2012 | Las cosas que no me espero Inedito                | ES41 (1 Wo.)ES | Laura Pausini feat. Baute Baute                                               |

## Auszeichnungen für Musikverkäufe
| Goldene Schallplatte - Mexiko - 2010: für das Album Amartebien - 2015: für die Single Colgando en tus manos | Platin-Schallplatte - Mexiko - 2010: für das Album De mi puño y letra - Spanien - 2024: für das Lied Te regalo |

Anmerkung: Auszeichnungen in Ländern aus den Charttabellen bzw. Chartboxen sind in ebendiesen zu finden.
| Land/RegionAuszeichnungen für Musikverkäufe (Land/Region, Auszeichnungen, Verkäufe, Quellen) | Gold     | Platin       | Verkäufe  | Quellen             |
| -------------------------------------------------------------------------------------------- | -------- | ------------ | --------- | ------------------- |
| Mexiko (AMPROFON)                                                                            | 2× Gold2 | Platin1      | 140.000   | amprofon.com.mx     |
| Spanien (Promusicae)                                                                         | 6× Gold6 | 23× Platin23 | 1.440.000 | elportaldemusica.es |
| Insgesamt                                                                                    | 8× Gold8 | 24× Platin24 |           |                     |